# Dora (Burkina Faso)
Pour les articles homonymes, voir Dora.
Dora est une commune rurale située dans le département de Bondokuy de la province du Mouhoun dans la région de la Boucle du Mouhounau Burkina Faso.

## Géographie
Dora est situé au nord- est de Bondokuy. Le village est limité à l'est par Ouona (département de Bana), au nord par Lah (département de Kona), à l'ouest par Fakéna (département de Ouarkoye) et au sud par Bankouma.

## Éducation et santé
La commune accueille un centre de santé et de promotion sociale (CSPS).
La première école primaire a ouvert ses portes en 1986. Actuellement, Dora compte deux écoles primaires (A et B) et depuis 2017 un collège d'enseignement général (CEG).

## Culture
Le culte du do et les cérémonies des masques sont pratiqués à Dora qui possède également une mare aux caïmans sacrés. La population du village est en partie chrétienne (catholique et protestante) et musulmane.